# Sasakia
Sasakia is een geslacht van vlinders uit de familie Nymphalidae.

## Soorten
- Sasakia charonda
- Sasakia funebris
- Sasakia pulcherrima